# Haina (Königshof)
Der Königshof Haina war eine Burganlage auf dem Gebiet der heutigen Landgemeinde Nessetal (Haina = Hagen).

## Lage
Der Königshof Haina liegt in Haina im Landkreis Gotha, zwischen den Hörselbergen und dem Hainich. Die Gemeinde Haina ist an die Burg angelehnt und liegt auf steiler Anhöhe rechts der Nesse. Die Burg ist noch in Wallresten sichtbar.

## Geschichte
Burg und Ort dürften gleichzeitig gegründet worden sein. Aus der Ähnlichkeit der Anlage (Hauptburg mit zwei Vorburgen) mit der Königspfalz Werla und der Tatsache, dass König Konrad II. 1033 sowie König Heinrich IV. 1069 in Haina geurkundet haben, folgert Paul Grimm, dass Haina eine pfalzenähnliche Burg und Straßenstation der deutschen Könige war.
Schon König Konrad beschenkte das Kloster Fulda aus seinem Erbgut in Haina. Nach 1015 ist eine Kurie Haina der Reichsabtei Fulda bezeugt, dazu 120 Slawen, darunter Schildmacher.
1191–97 wird eine Vogtei Haina genannt; als Ministerialen erscheinen Heinrich und Diether Hagin. Außer den Herren von Haina, die bis ins 16. Jh. blühten, waren die Herren von Sonneborn, die von Erffa und von Wangenheim fuldaische Lehnsträger. Von den letzteren kam die Lehnshoheit 1321 auf die Grafen von Orlamünde, 1347 an die Thüringer Landgrafen.
Der Markt Haina wird 1273 und 1295 genannt. Seine Bedeutung als Markt erhellt auch aus den „Hainaer Maßen“ (mundartlich Heeger Maaßen), die bis Anfang des 19. Jh. in der Umgebung galten. Für die Bedeutung Hainas im Mittelalter spricht, dass es dort vor der Reformation acht Kapellen gab.
1738 übernahmen die von Uechtritz den größten Teil des Ortes von den Herren von Wangenheim. Als 1708 die wangenheimschen Gerichte zu Haina nach Behringen verlegt wurden, verblieb doch der Vollzug der Blutgerichte hier. In dem etwa 1,5 km westlich Haina gelegenen „Schlösschen“, einer Wallburg, glaubt Grimm eine karolingische Burg zum Schutz des Reichsforstes und der Straßen zu sehen, in dem „Alten Hof“, einer kleinen Wallanlage auf dem linken Nesseufer, zwischen „Burg“ und „Schlösschen“, den Sitz eines custos forestis des Klosters Fulda.